# Cryptocarya depressa
Cryptocarya depressa är en lagerväxtart som beskrevs av Otto Warburg. Cryptocarya depressa ingår i släktet Cryptocarya och familjen lagerväxter. Inga underarter finns listade i Catalogue of Life.